# August Kunze
August Kunze (* 1. Oktober 1892 in Hannover; † 21. Februar 1959 in Erfurt) war ein deutscher Gewerkschaftsfunktionär, Landtagsabgeordneter (SED) und Chefdirektor der landeseigenen Betriebe Thüringens.

## Leben
Kunze absolvierte nach dem Besuch der Volksschule eine Berufsausbildung bei der Deutschen Reichsbahn, die ihn ins Beamtenverhältnis übernahm. 1919 trat er in die Sozialdemokratische Partei Deutschlands (SPD) ein. In den folgenden Jahren arbeitete er als Gewerkschaftssekretär der Reichsgewerkschaft deutscher Eisenbahnbeamten und -anwärter für die Provinz und Stadt Hannover. Von 1921 bis 1924 übernahm er Funktionen im Vorstand der Reichsgewerkschaft. Ab 1923 lebte Kunze in Berlin und wurde Mitglied des geschäftsführenden Vorstandes des Allgemeinen Deutschen Beamtenbundes (ADB). Ab 1925 war Kunze Mitglied des Hauptvorstandes im Einheitsverband der Eisenbahner Deutschlands (EdED). 
Nach Beginn des Nationalsozialismus war Kunze als Geschäftsführer von Juli 1933 bis Dezember 1939 in einem Verlag (Aku-Verlag) tätig, der nach eigener Aussage ursprünglich zur Tarnung von gewerkschaftlichen Widerstandstätigkeiten gegen das NS-Regime gegründet worden war. Kunze beteiligte sich an illegalen Aktivitäten, unter anderem gemeinsam mit Lorenz Breunig, Willi Besener und Hermann Brill. Er selbst blieb jedoch von Repressalien durch das NS-Regime weitgehend verschont.
Nach der Beseitigung der NS-Herrschaft 1945 trat Kunze in den Bund demokratischer Sozialisten (BDS) ein und in die neugegründete SPD. Er war aktiv beteiligt am gewerkschaftlichen Wiederaufbau und war 1945/46 Landesvorsitzender der Industriegewerkschaft Eisenbahn in Thüringen. Von September 1946 bis Anfang 1947 war er Abteilungsleiter/Landessekretär der "Sozialpolitischen Abteilung" im FDGB von Thüringen. Seit der Zwangsvereinigung von SPD und KPD 1946 gehörte er der Sozialistischen Einheitspartei Deutschlands (SED) an und wurde mit ihrem Mandat Landtagsabgeordneter. Er galt als Wirtschafts- und Finanzexperte seiner Partei und vertrat die SED im Ältestenrat des Landtages. Als Abgeordneter des Landtages von Thüringen, dem er von 1947 bis 1950 angehörte, machte er auf sich mehrfach durch seine Eigenständigkeit im politischen Urteil und seinem Stehvermögen aufmerksam, etwa wenn er gegen Verletzungen des Haushaltsrechtes des Landtages protestierte, weil Landesregierung und Sowjetische Militäradministration Thüringen (SMAD) vor der Haushaltsdebatte bereits bindende Absprachen getroffen hatten. 
Von 1947 bis 1948 war Kunze der Chefdirektor der Hauptverwaltung landeseigener Betriebe, die durch SMAD-Befehl in Volkseigentum umgewandelt wurden. Später war er einige Zeit Hauptabteilungsleiter für Wirtschaftsplanung beim Ministerpräsidenten. 1949 entging Kunze knapp einem Parteiausschluss-Verfahren, er wurde aber auf einen unwichtigeren Posten bei der Kammer der Technik (KdT) versetzt. Ab 1952 war Kunze in leitender Position bei der Industrie- und Handelskammer im Bezirk Erfurt tätig.